# 城山台 (堺市)
城山台（しろやまだい）は、大阪府堺市南区の泉北ニュータウン光明池地区にある地名である。現行行政地名は城山台一丁から城山台五丁。住居表示は実施済み。

## 歴史
- 1977年（昭和52年）12月 - まちびらき[5]。

## 世帯数と人口
2022年（令和4年）1月末時点の世帯数と人口は以下の通りである。
| 丁         | 世帯数    | 人口    |
| ---------- | --------- | ------- |
| 城山台一丁 | 654世帯   | 1,557人 |
| 城山台二丁 | 1,135世帯 | 2,606人 |
| 城山台三丁 | 912世帯   | 1,989人 |
| 城山台四丁 | 85世帯    | 212人   |
| 城山台五丁 | 165世帯   | 330人   |
| 計         | 2,951世帯 | 6,694人 |

## 小・中学校の校区
市立小・中学校の校区は以下の通りである。
| 丁         | 街区 | 小学校             | 中学校             |
| ---------- | ---- | ------------------ | ------------------ |
| 城山台一丁 | 全域 | 堺市立城山台小学校 | 堺市立美木多中学校 |
| 城山台二丁 | 全域 | 堺市立城山台小学校 | 堺市立美木多中学校 |
| 城山台三丁 | 全域 | 堺市立城山台小学校 | 堺市立美木多中学校 |
| 城山台四丁 | 全域 | 堺市立城山台小学校 | 堺市立美木多中学校 |
| 城山台五丁 | 全域 | 堺市立城山台小学校 | 堺市立美木多中学校 |

## 交通

### 鉄道
鉄道駅は存在しない。最寄りは南海泉北線光明池駅。

### バス
南海バス光明池営業所
- 泉北光明池地区線
  - 310系統：光明池駅 - 城山台右回り・城山台左回り - 光明池駅
  - 310系統：泉ヶ丘駅 - 光明池駅 - 城山台右回り・城山台左回り - 光明池駅
  - 310L系統：泉ヶ丘駅 - 光明池駅 - 城山台右回り・城山台左回り - 光明池駅 - 泉ヶ丘駅
  - 322系統：光明池駅 - 光明池車庫
  - 323系統：光明池駅 - みずき台二丁西
  - 324系統：光明池駅 - 光明台右回り - 光明池駅
  - 325系統：光明池駅 - 光明台左回り - 光明池駅
- 泉大津光明池線
  - 321系統：泉大津駅前 - 光明池車庫 - 光明池駅
  - 321V系統：泉大津駅前 - 和泉中央駅 - 光明池車庫 - 光明池駅
- 停留所
  - 310系統、310L系統
    - 城山台二丁
    - 美木多中学校前
    - 城山台一丁
    - 城山台一丁南
    - 城山台三丁
    - 城山台センター

  - 上記以外の系統
    - 城山台口
    - 城山台四丁
    - 城山台五丁

## 施設
- 堺市立城山台小学校 - 城山台一丁20番1号[9]
- 大阪府立成美高等学校 - 城山台四丁1番1号
- 南こどもリハビリテーションセンター - 城山台五丁1番4号[9]